# Colin Firth
Pour les articles homonymes, voir Firth.
Colin Firth (prononcé en anglais : [ˈkɒlɪn fɜːθ]), né le 10 septembre 1960 à Grayshott (Hampshire), est un acteur et producteur britannico-italien.
Il se fait connaître du grand public avec son rôle dans Valmont de Milos Forman en 1989. Pour cette raison, il est choisi pour jouer le personnage de Mark Darcy (inspiré d'Orgueil et Préjugés) dans la saga Bridget Jones aux côtés de Hugh Grant et Renée Zellweger, qui achève de le faire connaître dans les années 2000. Par la suite, il s'impose comme une valeur sûre de la comédie anglaise en participant au film choral Love Actually (2003), aux adaptations Nanny McPhee (2005), St Trinian's : Pensionnat pour jeunes filles rebelles (2007) et sa suite St. Trinian's 2 : The Legend of Fritton's Gold, puis aux comédies musicales à succès Mamma Mia! (2008) et Mamma Mia! Here We Go Again (2018).
À la fin de la décennie 2000, il remporte de prestigieuses récompenses telles que le BAFTA du meilleur acteur en 2010 pour sa performance dramatique dans A Single Man (2009), la coupe Volpi pour la meilleure interprétation masculine pour le même film ; puis l'Oscar du meilleur acteur et le Golden Globe du meilleur acteur pour son interprétation du roi George VI dans le drame Le Discours d'un roi (2010). Ultérieurement, il s'affirme en partageant l'affiche de la comédie romantique Magic in the Moonlight (2014), de Woody Allen, avec Emma Stone, puis en incarnant Harry Hart dans Kingsman : Services secrets (2015) et Kingsman : Le Cercle d'or (2017), deux blockbusters d'espionnage réalisés par Matthew Vaughn. Il est naturalisé citoyen italien en 2017.

## Biographie

### Famille et enfance

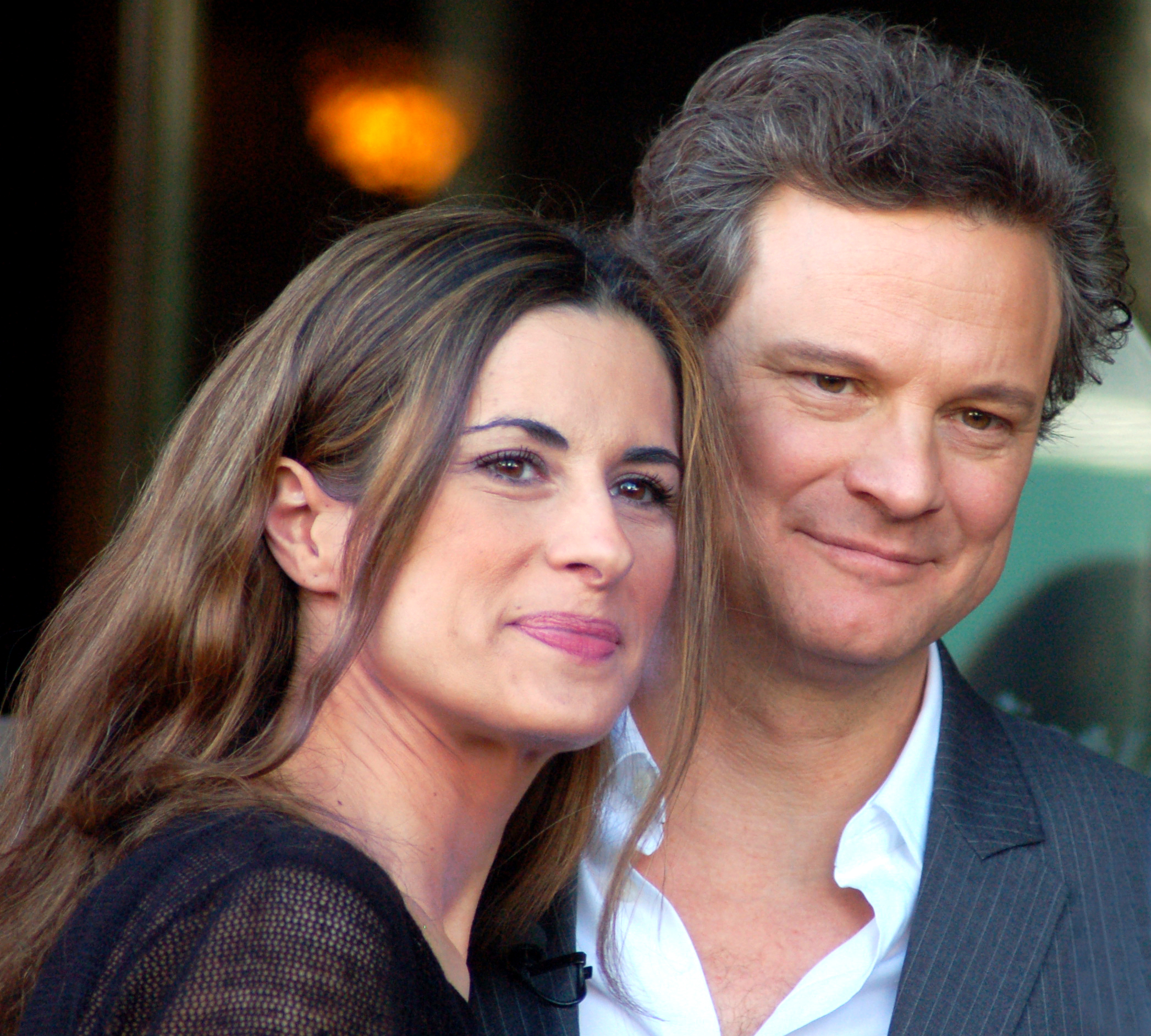
L'acteur avec sa femme Livia Giuggioli en janvier 2011.

Colin Andrew Firth est né le 10 septembre 1960 à Grayshott, dans le comté de Hampshire, en Angleterre, dans une famille d'universitaires (un père, David Norman Lewis Firth, enseignant l'histoire au King Alfred's College de Winchester et une mère Shirley Jean Rolles, spécialiste de l'étude comparée des religions).
Ses parents sont nés et ont vécu en Inde, où ses grands-parents sont missionnaires congrégationalistes et anglicans.
Il passe une partie de son enfance au Nigeria, où ses parents sont enseignants, et à Saint Louis, dans le Missouri aux États-Unis. Après ses études à Winchester puis au Barton Peveril College (en) d'Eastleigh dans le Hampshire, il passe deux ans au Drama Centre de Chalk Farm à Londres, où il est remarqué en jouant Hamlet.
Il est le frère de Kate Firth (en) (coach vocal) et de Jonathan Firth, acteur.

### Vie privée
De sa relation avec l'actrice américaine Meg Tilly, il a un fils, William, né en 1990. De 1997 à 2019, il est marié à la productrice italienne Livia Giuggioli (de), dont il a deux fils.
Interviewé en 2006 par Madame Figaro, à la question : « Quelles sont les femmes de votre vie ? » il répondit : « Ma mère, ma femme et Jane Austen. »

### Carrière

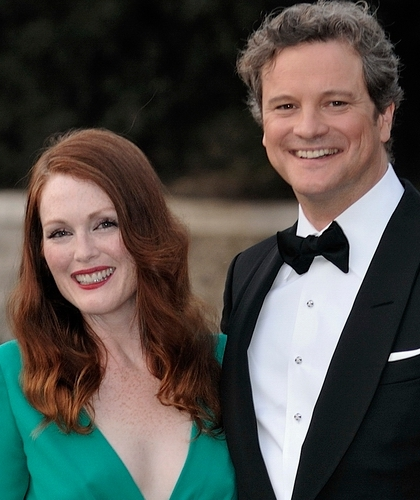
L'acteur aux côtés de Julianne Moore à la Mostra de Venise 2009, pour la présentation de A Single Man.

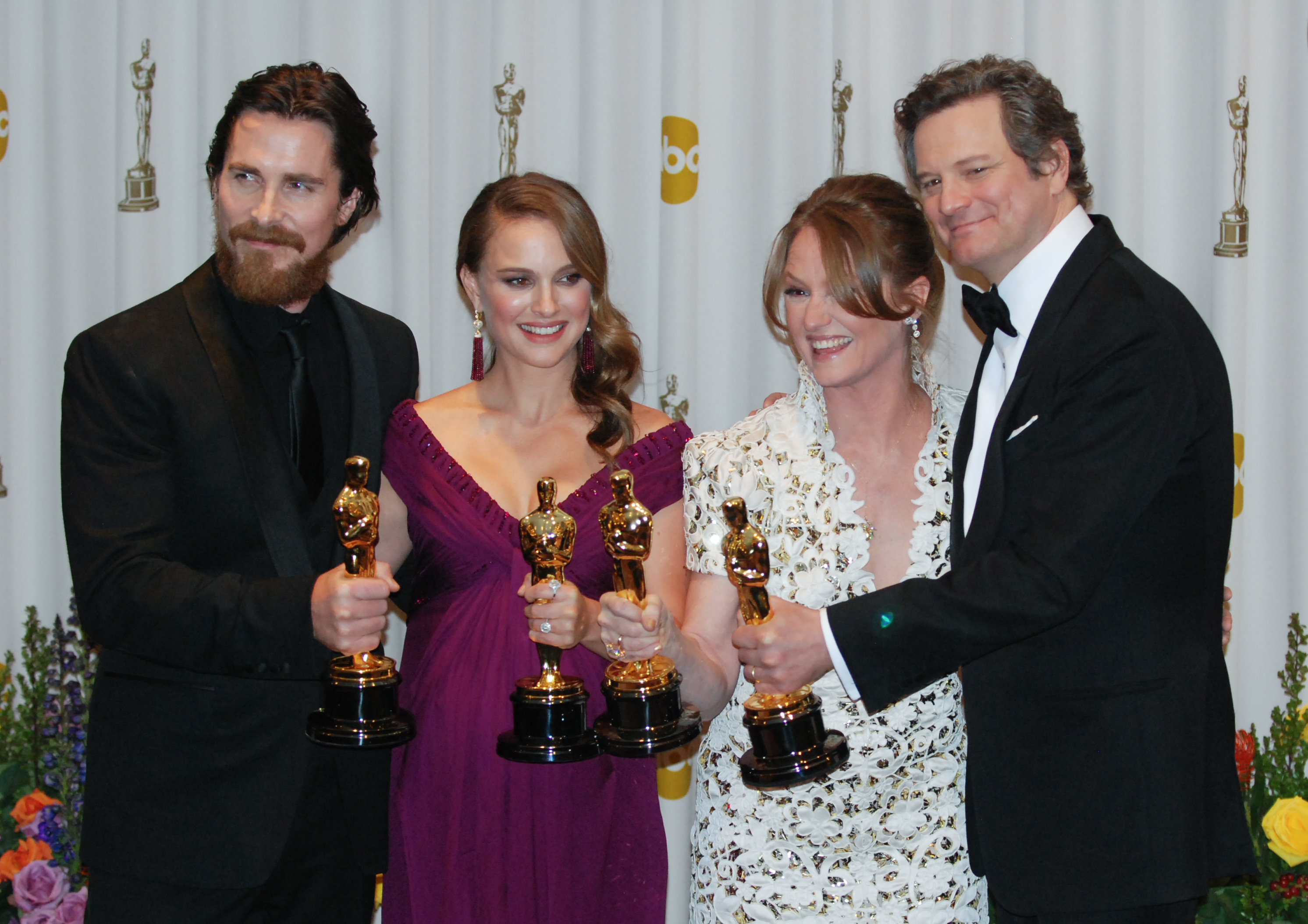
L'acteur en compagnie de Melissa Leo, Natalie Portman et Christian Bale lors de la 83e cérémonie des Oscars à Los Angeles, en 2011.

Il joue la comédie pour la première fois dans un spectacle donné pour Noël dans son école primaire.
Il suit une formation classique au Drama Centre de Londres et fait ses premiers pas professionnels sur scène dans la pièce de Julian Mitchell (en), Another Country, en remplaçant Rupert Everett dans le rôle de l'espion Guy Bennett, ce qui l'amène à faire ses débuts sur le grand écran en 1984, dans la version cinéma de la pièce, face à Rupert Everett. Il joue ensuite dans Un mois à la campagne, de Pat O'Connor et tient le rôle-titre dans Valmont de Miloš Forman, sorti en 1989 et éclipsé par Les Liaisons dangereuses de Stephen Frears, sur les écrans l'année précédente.
En 1989, il reçoit le Royal Television Society Award du meilleur acteur pour son rôle dans le téléfilm Tumbledown.
En 1995, son interprétation de M. Darcy, face à Jennifer Ehle en Elizabeth Bennet dans Orgueil et Préjugés, en fait une star à son corps défendant. Six ans plus tard, il est nommé à l'Emmy Award du meilleur second rôle pour Conspiration. Puis il enchaîne les rôles : Windmills on the Clyde, Making Donavan Quick, Hostages... En 1997, il joue dans Le Patient anglais d'Anthony Minghella, avec Ralph Fiennes et Juliette Binoche, où il interprète Geoffrey Clifton, le mari de Katarine, (Kristin Scott Thomas). En 1998, on le voit dans Shakespeare in Love de John Madden, dans lequel il incarne Lord Wessex, le fiancé de Viola de Lesseps que joue Gwyneth Paltrow.
En 2001, Colin Firth devient Mark Darcy, le rival de Hugh Grant, dans Le Journal de Bridget Jones, une façon de « tuer » le personnage de Jane Austen qui continue de lui coller à la peau. On le voit en 2002 dans L'Importance d'être Constant d'après la pièce d'Oscar Wilde, puis en 2003 dans What a Girl Wants, Love Actually, écrit et réalisé par Richard Curtis, aux côtés de Hugh Grant, Emma Thompson, Liam Neeson, Alan Rickman, Laura Linney et Keira Knightley, et La Jeune Fille à la perle où il interprète le peintre Johannes Vermeer.
Ce dernier film a remporté de nombreuses récompenses, dont le Hitchcock d'Or et le Hitchcock d'Argent au Festival du film britannique de Dinard.
Il retrouve le personnage parodique de Mark Darcy dans Bridget Jones : L'Âge de raison (Bridget Jones: The Edge of Reason) de Beeban Kidron (2004), puis enchaîne les tournages, alternant des rôles grand public et des rôles plus denses : Trauma, Nanny McPhee avec Emma Thompson (2005), La Vérité nue, La Dernière Légion  (2007) avec Aishwarya Rai, et When Did You Last See Your Father? (2008). En 2008, il rejoint le casting de la comédie musicale Mamma Mia!, avec Meryl Streep et Pierce Brosnan, qui reprend les tubes du groupe ABBA. Il y interprète Harry, l'un des pères « possibles » d'Amanda Seyfried.
En 2008 Easy Virtue, sorti en France sous le titre Un mariage de rêve reçut d'excellentes critiques au Festival du Film de Rome.
En septembre 2009, à la 66e Mostra de Venise, il remporte la coupe Volpi du meilleur acteur pour son interprétation de George Falconer, le professeur homosexuel dans A Single Man de Tom Ford. On peut le voir ensuite dans Le Drôle de Noël de Scrooge (A Christmas Carol), de Robert Zemeckis, d'après Un Chant de Noël de Charles Dickens, un film des Studios Disney en « 3D », qui utilise la technique de la capture de mouvement. Il joue le rôle de Fred, le neveu gai et optimiste du sinistre Scrooge.
En novembre 2009 commence à Londres le tournage du Discours d'un roi où il tient le rôle du roi George VI et sur le plateau duquel il retrouve Jennifer Ehle (Myrtle Logue) pour la première fois depuis 1995 et Orgueil et Préjugés. Le film, titré Le Discours d'un roi, sort en France en février 2011. Pour ce rôle, il remporte le Golden Globe 2011 du meilleur acteur dans un film dramatique, le BAFTA Award 2011 du meilleur acteur et l'Oscar 2011 du meilleur acteur.
Il a par ailleurs fréquemment joué sur scène, entre 1983 et 2000.

## Engagements et prises de position

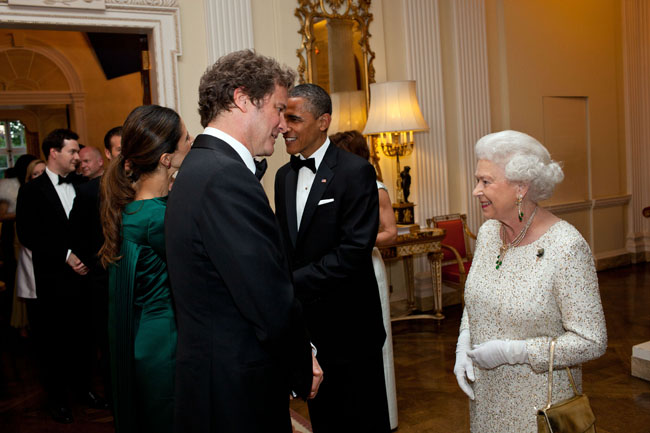
L'acteur avec la reine Élisabeth II et le président des États-Unis Barack Obama à un dîner à Londres en mai 2011.

Colin Firth a écrit The Department of Nothing paru dans Speaking with the Angel (2000), collection d'histoires courtes publiée par Nick Hornby au profit d'une association d'aide aux enfants autistes.
Il s'est engagé dans la défense de demandeurs d'asile menacés d'expulsion, et soutient depuis longtemps les actions de Survival International, entre autres pour défendre les Bushmen du Kalahari. Il milite aussi pour le commerce équitable avec Oxfam International.
Avec son épouse, il a produit le documentaire Toute ma vie en prison sur le condamné à mort Mumia Abu-Jamal. Le couple milite activement contre la peine de mort.
En octobre 2009, il a lancé avec sa femme et des responsables d'Amnesty un site de films engagés : Brightwide.com.
En 2010, il annonce son soutien aux Démocrates libéraux.
En mai 2017, en réaction au Brexit, il annonce vouloir acquérir la nationalité italienne en plus de sa nationalité britannique, afin de pouvoir avoir le même passeport que sa femme et ses enfants. Il l'obtient le 22 septembre 2017.

## Filmographie

### Comme acteur

#### Cinéma

##### Années 1980
- 1984 : Another Country : Histoire d'une trahison (Another Country) de Marek Kanievska : Tommy Judd
- 1985 : 1919 de Hugh Brody : Alexandre jeune
- 1987 : Un mois à la campagne (A Month in the Country) de Pat O'Connor : Birkin
- 1988 : Appartement zéro de Martin Donovan : Adrien LeDuc
- 1989 : Valmont de Miloš Forman : Valmont

##### Années 1990
- 1990 : Les Ailes de la renommée de Otakar Votocek : Brian Smith
- 1991 : Femme fatale (en) d'Andre R. Guttfreund : Joseph Price
- 1992 : Mad at the Moon de Martin Donovan : Le barbier
- 1993 : L'Heure du Cochon (The Hour of the Pig) de Leslie Megahey : Richard Courtois
- 1994 : Playmaker de Yuri Zeltser : Ross Talbert / Michael Condren
- 1995 : Le Cercle des amies (Circle of Friends) de Pat O'Connor : Simon Westward
- 1996 : Le Patient anglais (The English Patient) d'Anthony Minghella : Geoffrey Clifton
- 1997 : Secrets (Thousand Acres) de Jocelyn Moorhouse : Jess Clark
- 1997 : Carton jaune (Fever Pitch) de David Evans : Paul Ashworth
- 1998 : Shakespeare in Love de John Madden : Lord Wessex
- 1999 : My Life So Far de Hugh Hudson : Edward
- 1999 : Blackadder Back and Forth de Paul Weiland (court-métrage) : William Shakespeare
- 1999 : The Secret Laughter of Women de Peter Schwabach : Matthew Field

##### Années 2000
- 2000 : Stars in Love / Relative Values d'Eric Styles : Peter Ingleton
- 2001 : Le Journal de Bridget Jones (Bridget Jones's Diary) de Sharon Maguire : Mark Darcy
- 2001 : Londinium de Mike Binder : Allen Portland
- 2002 : L'Importance d'être Constant (The Importance of Being Earnest) d'Oliver Parker : Jack
- 2003 : Ce dont rêvent les filles (What a Girl Wants) de Dennie Gordon : Henry Dashwood
- 2003 : Love Actually de Richard Curtis : Jamie
- 2003 : Hope Springs de Mark Herman : Colin Ware
- 2004 : Bridget Jones : L'Âge de raison (Bridget Jones: The Edge of Reason) de Beeban Kidron : Mark Darcy
- 2004 : La Jeune Fille à la perle (Girl with a Pearl Earring) de Peter Webber : Johannes Vermeer
- 2004 : Trauma de Marc Evans : Ben
- 2005 : La Vérité nue (Where The Truth Lies) d'Atom Egoyan : Vince
- 2005 : Nanny McPhee de Kirk Jones : Mr. Brown
- 2006 : La Dernière Légion (The Last Legion) de Doug Lefler : Aurelius
- 2007 : And When Did You Last See Your Father? d'Anand Tucker : Blake
- 2007 : St Trinian's : Pensionnat pour jeunes filles rebelles d'Oliver Parker: Geoffrey Thwaites
- 2007 : Une histoire de famille (Then she found me) d'Helen Hunt : Frank
- 2008 : Mamma Mia! de Phyllida Lloyd : Harry Bright
- 2008 : Un mari de trop (The Accidental Husband) de Griffin Dunne : Richard
- 2008 : Un été italien (Genova) de Michael Winterbottom : Joe
- 2008 : Un mariage de rêve (Easy Virtue) de Stephan Elliott : Mr. Whittaker
- 2009 : Le Portrait de Dorian Gray d'Oliver Parker : Lord Henry Wotton
- 2009 : Le Drôle de Noël de Scrooge de Robert Zemeckis : Fred
- 2009 : A Single Man de Tom Ford : George
- 2009 : St. Trinian's 2 : The Legend of Fritton's Gold, de Oliver Parker : Geoffrey Thwaites

##### Années 2010
- 2010 : Steve de Rupert Friend (court métrage) : Steve
- 2010 : Le Discours d'un roi (The King's Speech) de Tom Hooper : Le Roi George VI
- 2010 : Main Street de John Doyle (en): Gus Leroy
- 2011 : La Taupe de Tomas Alfredson : Bill Haydon
- 2012 : Gambit : Arnaque à l'anglaise (Gambit) de Michael Hoffman : Harry Deane
- 2012 : Arthur Newman de Dante Ariola : Arthur Newman / Wallace Avery
- 2013 : Les Trois Crimes de West Memphis d'Atom Egoyan : Ron Lax
- 2013 : Les Voies du destin de Jonathan Teplitzky : Eric Lomax
- 2014 : Avant d'aller dormir de Rowan Joffé : Ben Lucas
- 2014 : Magic in the Moonlight de Woody Allen : Stanley
- 2015 : Kingsman : Services secrets (Kingsman: The Secret Service) de Matthew Vaughn : Harry Hart
- 2016 : Genius de Michael Grandage : Maxwell Perkins
- 2016 : Bridget Jones Baby de Sharon Maguire : Mark Darcy
- 2017 : Kingsman : Le Cercle d'or (Kingsman: The Golden Circle) de Matthew Vaughn : Harry Hart
- 2018 : Le Jour de mon retour (The Mercy) de James Marsh : Donald Crowhurst
- 2018 : Mamma Mia! Here We Go Again d'Ol Parker : Harry Bright
- 2018 : Kursk de Thomas Vinterberg : David Russell
- 2018 : The Happy Prince de Rupert Everett : Reggie Turner
- 2018 : Le Retour de Mary Poppins (Mary Poppins Returns) de Rob Marshall : William Weatherall Wilkins
- 2019 : 1917 de Sam Mendes : Général Erinmore

##### Années 2020
- 2020 : Le Jardin secret (The Secret Garden) de Marc Munden : Archibald Craven
- 2021 : Supernova de Harry Macqueen : Sam
- 2021 : Entre les lignes de Eva Husson : M. Niven
- 2022 : La Ruse (Operation Mincemeat) de John Madden : Ewen Montagu
- 2022 : Empire of Light de Sam Mendes : Donald Ellis
- 2023 : Toi et moi ? (Rye Lane) de Raine Allen-Miller : Le chef du restaurant Love Guac’tually (caméo)
- 2025 : Bridget Jones : Folle de lui (Bridget Jones: Mad About the Boy) de Michael Morris : Mark Darcy
- 2026 : Disclosure de Steven Spielberg

#### Télévision
- 1984 : La Dame aux camélias, de Desmond Davis (téléfilm) : Camille
- 1985 : Dutch Girls
- 1986 : Lost Empires
- 1987 : Tales from the Hollywood Hills: Pat Hobby Teamed with Genius
- 1987 : The Secret Garden
- 1988 : Tumbledown
- 1991 : The Play on One (en) de Nick Hamm : Alan (saison 4, épisode 5)
- 1993 : Hostages
- 1994 : The Deep Blue Sea
- 1994 : Master of the Moor
- 1995 : The Widowing of Mrs. Holroyd
- 1995 : Orgueil et Préjugés de Simon Langton
- 1997 : Nostromo
- 1999 : Donovan Quick
- 1999 : The Turn of the Screw
- 2001 : Conspiration (Conspiracy) : Dr Wilhelm Stuckart
- 2006 : Born Equal
- 2006 : Celebration
- 2022 : The Staircase : Michael Peterson

### Comme producteur
- 2007 : In Prison my Whole Life
- 2015 : Eye in the Sky de Gavin Hood
- 2016 : Loving

### Comme scénariste
- 2007 : The Department of Nothing

## Théâtre
- Hamlet
- Another Country
- The Caretaker

## Distinctions
Il est fait commandeur de l'ordre de l'Empire britannique (CBE) à l'occasion de la Queen's Birthday honours list le 11 juin 2011, pour services rendus à l'art dramatique.
| Année | Cérémonie                           | Pays                   | Résultat | Prix                                                   | Catégorie                                                                 | Film                               |
| ----- | ----------------------------------- | ---------------------- | -------- | ------------------------------------------------------ | ------------------------------------------------------------------------- | ---------------------------------- |
| 1989  | BAFTA Awards                        | Drapeau du Royaume-Uni | Nommé    | BAFTA Television Award                                 | Meilleur acteur                                                           | Tumbledown (TV)                    |
| 1989  | Royal Television Society            | Drapeau du Royaume-Uni | Remporté | Royal Television Society Award                         | Meilleur acteur                                                           | Tumbledown (TV)                    |
| 1996  | BAFTA Awards                        | Drapeau du Royaume-Uni | Nommé    | BAFTA Television Award                                 | Meilleur acteur                                                           | Orgueil et Préjugés (TV)           |
| 1996  | Broadcasting Press Guild Awards     | Drapeau du Royaume-Uni | Remporté | Broadcasting Press Guild Award                         | Meilleur acteur                                                           | Orgueil et Préjugés (TV)           |
| 1996  | National Television Awards          | Drapeau du Royaume-Uni | Nommé    | National Television Award                              | Acteur le plus populaire                                                  | Orgueil et Préjugés (TV)           |
| 1997  | Screen Actors Guild Awards          | Drapeau des États-Unis | Nommé    | Actor                                                  | Meilleur casting                                                          | Le Patient anglais                 |
| 1999  | Screen Actors Guild Awards          | Drapeau des États-Unis | Remporté | Actor                                                  | Meilleur casting                                                          | Shakespeare in love                |
| 2001  | Emmy Awards                         | Drapeau des États-Unis | Nommé    | Emmy                                                   | Meilleur acteur dans un rôle secondaire dans un téléfilm ou une minisérie | Conspiration (TV)                  |
| 2001  | Prix du film européen               |                        | Remporté | Audience Award                                         | Meilleur acteur                                                           | Le Journal de Bridget Jones        |
| 2002  | BAFTA Awards                        | Drapeau du Royaume-Uni | Nommé    | BAFTA Film Award                                       | Meilleur acteur dans un rôle secondaire                                   | Le Journal de Bridget Jones        |
| 2002  | MTV Movie Awards                    | Drapeau des États-Unis | Nommé    | MTV Movie Award                                        | Meilleur baiser partagé avec Renée Zellweger                              | Le Journal de Bridget Jones        |
| 2002  | Satellite Awards                    | Drapeau des États-Unis | Nommé    | Satellite Award                                        | Meilleur acteur dans une comédie ou une comédie musicale                  | Le Journal de Bridget Jones        |
| 2002  | Satellite Awards                    | Drapeau des États-Unis | Nommé    | Satellite Award                                        | Meilleur acteur dans un second rôle                                       | Conspiration                       |
| 2002  | Prix du film européen               |                        | Nommé    | Audience Award                                         | Meilleur acteur                                                           | La Jeune Fille à la perle          |
| 2002  | Phoenix Film Critics Society Awards | Drapeau des États-Unis | Nommé    | PFCS Award                                             | Meilleur casting                                                          | Love Actually                      |
| 2007  | British Independent Film Awards     | Drapeau du Royaume-Uni | Nommé    | British Independent Film Award                         | Meilleur(e) acteur/actrice dans un second rôle                            | When Did You Last See Your Father? |
| 2008  | National Movie Awards               | Drapeau du Royaume-Uni | Nommé    | National Movie Award                                   | Meilleure performance masculine                                           | Mamma Mia! et St Trinian's         |
| 2009  | People's Choice Awards              | Drapeau des États-Unis | Nommé    | People's Choice Award                                  | Casting préféré                                                           | Mamma Mia!                         |
| 2009  | Mostra de Venise                    | Drapeau de l'Italie    | Remporté | Coupe Volpi pour la meilleure interprétation masculine | Meilleur acteur                                                           | A Single Man                       |
| 2010  | Golden Globes                       | Drapeau des États-Unis | Nommé    | Golden Globe                                           | Meilleur acteur dans un film dramatique                                   | A Single Man                       |
| 2010  | BAFTA Awards                        | Drapeau du Royaume-Uni | Remporté | BAFTA Film Award                                       | Meilleur acteur                                                           | A Single Man                       |
| 2010  | Oscar du cinéma                     | Drapeau des États-Unis | Nommé    | Academy award                                          | Meilleur acteur                                                           | A Single Man                       |
| 2011  | Golden Globes                       | Drapeau des États-Unis | Remporté | Golden Globe Award                                     | Meilleur acteur dans un film dramatique                                   | Le Discours d'un roi               |
| 2011  | BAFTA Awards                        | Drapeau du Royaume-Uni | Remporté | BAFTA Film Award                                       | Meilleur acteur                                                           | Le Discours d'un roi               |
| 2011  | Oscars du cinéma                    | Drapeau des États-Unis | Remporté | Academy award                                          | Meilleur acteur                                                           | Le Discours d'un roi               |
| 2011  | Prix du film européen               |                        | Remporté | European Award                                         | Meilleur acteur                                                           | Le Discours d'un roi               |
| 2023  | Golden Globes                       | Drapeau des États-Unis | Nommé    | Golden Globe                                           | Meilleur acteur dans une mini-série ou un téléfilm                        | The Staircase                      |

## Voix francophones
En France, Christian Gonon est la voix française régulière de Colin Firth. Edgar Givry et Jean-Philippe Puymartin l'ont également doublé à quatre et trois reprises.
Au Québec, il est principalement doublé par Jean-Luc Montminy.

### En France
| - Christian Gonon dans : - Bridget Jones : L'Âge de raison - La Jeune Fille à la perle - La Vérité nue - Nanny McPhee - Le Discours d'un roi - Un été italien - La Taupe - Gambit : Arnaque à l'anglaise - Arthur Newman - Les Voies du destin - Kingsman : Services secrets - Genius - Bridget Jones Baby - Kingsman : Le Cercle d'or - Le Jour de mon retour - Kursk - 1917 - Supernova - Le Jardin secret - La Ruse - The Staircase (mini-série) - Bridget Jones : Folle de lui - Edgar Givry dans : - Valmont - Love Actually - La Dernière Légion - Le Retour de Mary Poppins - Empire of Light | - Jean-Philippe Puymartin dans : - Les Ailes de la renommée - Un mari de trop - Le Drôle de Noël de Scrooge (voix) - Gabriel Le Doze dans : - Orgueil et Préjugés (mini-série) - Un mariage de rêve - Nicolas Marié dans : - Le Patient anglais - Avant d'aller dormir - Guillaume Lebon dans : - A Single Man - St. Trinian's 2 : The Legend of Fritton's Gold - Franck Capillery dans : - Mamma Mia! - Mamma Mia! Here We Go Again - Bruno Devoldère (*1947 - 2008) dans Another Country : Histoire d'une trahison - Philippe Bozo dans Carton jaune - Nicolas Lormeau dans Le Journal de Bridget Jones - Bernard Lanneau dans Conspiration (téléfilm) - Pascal Germain dans Ce dont rêvent les filles - Arnaud Arbessier dans Magic in the Moonlight |

### Au Québec
| - Jean-Luc Montminy dans : - Shakespeare et Juliette - Les Vraies Valeurs - Le Journal de Bridget Jones - Ernest ou l'Importance d'être constant - Bridget Jones : L'Âge de raison - Nounou McPhee - St Trinian's : École pour filles - Mamma Mia! le film - Un mari de trop - Le Portrait de Dorian Gray - Un homme au singulier - Nœud du Diable - Kingsman : Services secrets - Génie - Le Bébé de Bridget Jones - Kingsman : Le Cercle d'or - Mamma Mia! C'est reparti - 1917 | - Daniel Picard dans Un cercle d'amis - Mario Desmarais dans Le Petit Monde de Fraser - Gilbert Lachance dans Un conte de Noël (voix) - Carl Béchard dans Le Discours du roi - Louis-Philippe Dandenault dans Mary Poppins est de retour |